# Toxine T2
La toxine T2 est une mycotoxine de la famille des trichothécènes. Elle est toxique pour l'homme et les animaux. Elle est produite notamment par Fusarium sporotrichioides, Fusarium langsethiae et Fusarium poae.

## DJT
Le comité scientifique pour les aliments humains (CSAH) a établi une dose journalière tolérable (DJT) de 0,06 μg·kgpc-1. Cette dose s'applique aux toxines T-2 et HT-2 combinées.

## Histoire
En 1981, cette mycotoxine donna lieu à un incident politique : le secrétaire d'État des États-Unis Alexander Haig accusa l'URSS de fournir cette substance au Viêt-nam et au Laos pour utilisation comme arme biologique dans la guerre contre-insurrectionnelle, où elle fut surnommée pluie jaune .